# Tamara Buciuceanu
Tamara Buciuceanu (ur. 10 sierpnia 1929 roku w Benderach, zm. 15 października 2019 w Bukareszcie) – rumuńska aktorka związana z Teatrem Odeon (Teatrul Odeon) w Bukareszcie.

## Życiorys
W latach 1948–1951 studiowała aktorstwo w Instytucie Teatralnym w Jassach. W 1951 przeniosła się do Bukaresztu i tam dokończyła studia w Instytucie Sztuki Teatralnej  im. I.L. Caragiale, pod kierunkiem Sorany Coroamă-Stanca. 
Występowała w Teatrze Odeon w Bukareszcie, a także w Teatrze Narodowym „Ion Luca Caragiale” w Bukareszcie i w Teatrze Narodowym w Jassach. W 1964 zadebiutowała na dużym ekranie rolą Doicy w filmie Titanic vals (reż. Paul Calinescu). W latach 1954–2012 wystąpiła w 37 filmach fabularnych. 23 października 2014 z rąk b. króla Michała otrzymała Order Korony Rumunii IV stopnia. W 2014 została uhonorowana Orderem Gwiazdy Rumunii przez prezydenta Traiana Băsescu.
W życiu prywatnym była mężatką (mąż Alexandru Botez był lekarzem, zmarł w 1996), nie miała dzieci.

## Filmografia
- 1964: Titanic vals jako Doica
- 1973: Vegetarian
- 1976: Premiera jako pani Bojangiu
- 1976: Serenadă pentru etajul XII
- 1978: Vis de ianuarie
- 1978: Melodii, melodii
- 1979: Ion: Blestemul pământului, blestemul iubirii
- 1980: Cântec pentru fiul meu
- 1981: Alo, aterizează străbunica!.. jako Tanti Maria
- 1981: Dlaczego bija w dzwony, Mitica?
- 1981: Grăbește-te încet
- 1981: Înghițitorul de săbii
- 1982: Șantaj
- 1982: Prea tineri pentru riduri
- 1983: Bocet vesel
- 1985: Declarație de dragoste jako Isoscel
- 1986: Cuibul de viespi jako Aneta Duduleanu
- 1986: Liceenii
- 1987: Primăvara bobocilor
- 1987: Punct și de la capăt
- 1988: Extemporal la dirigenție jako Isoscel
- 1997: Paradisul în direct
- 2008: Nunta mută jako babka
- 2012: Wszyscy w naszej rodzinie jako Coca